# Läderkoraller
Läderkoraller (Alcyoniidae) är ett namn som syftar på många olika koraller.
Arter av läderkoraller används ofta för att göra rent i akvarium och behöver inte lika mycket ljus som andra koraller. Korallen ändrar ofta färg beroende på hur mycket ljus de får på sig. De livär sig oftast på alger man kan även äta plankton. Läderkoraller är mycket tåliga och därför en bra korall att ha i sitt första akvarium.
Läderkorallen drar ibland in sina polyper och bildar ett slemlager över sig själva. De stöter senare bort slemlagret och man bör ta bort slemmet så snabbt som möjligt då det här kan förstöra vattenkvalitén. Man tror att korallerna gör det här för att förhindra att alger börjar växa på korallen.